# (217628) Lug
(217628) Lug, désignation internationale (217628) Lugh, est un astéroïde Apollon potentiellement dangereux découvert le 17 avril 1990 par A. Mrkos à l'observatoire Kleť.

## Description
Cet astéroïde tient son nom de la divinité celtique Lug qui est le dieu du soleil et de la lumière. Il a laissé son nom à quelques toponymes en Europe, parmi les plus connus on peut citer Lugdunum (Lyon), Laon en France ou encore Legnica en Pologne actuelle. On peut aussi citer Lugano en Suisse (canton du Tessin).